# La Dernière Forteresse
La Dernière Forteresse est un recueil de nouvelles de science-fiction écrites par A. E. van Vogt (Canada) et composé en 1978 sous la direction de Michel Demuth.

## Résumés
- La Dernière Forteresse (The Last Fortress, 1942, traduction de Jacqueline Huet) : Un homme et une femme, ainsi que des millions d'autres êtres humains, sont enrôlés de force pour participer à une guerre qui se déroule dans le futur. Ils feront tout ce qui est en leur pouvoir pour échapper à leur sort.
- Les Hommes reflétés (The Reflected Men, 1971, traduction de Jacqueline Huet) : Un cristal aux propriétés étonnantes est l'objet de convoitises de la part d'un homme du futur ainsi que d'autres hommes presque identiques. Une femme s'impliquera de façon spontanée dans leurs affaires.
- Les Assassins de la Terre (The Earth Killers, 1949, traduction de J.-P. Pugi) : Le pilote d'un avion perfectionné est injustement accusé de mentir à propos d'observations qu'il a faites pendant le déroulement d'une attaque atomique. Il tentera de faire éclater la vérité.